# Gébárti-tó
A Gébárti-tó Zalaegerszeg területén, Andráshida, Ságod és Neszele városrészek közt elhelyezkedő mesterséges tó.

## Fekvése
Zala vármegyében, Zalaegerszeg északi részén, a Zala folyótól északra található. Megközelíthető a 76-os út felől Andráshidán keresztül, vagy a 74-es út felől Ságodon, vagy Neszelén keresztül.

## Története
Két patak felduzzasztásával létrehozott mesterséges tó. Az 1976-ban megkezdett munkálatokat követően, a városi összefogással épült tározót 1979. augusztus 20-án az akkori szocialista korszak „Alkotmány ünnepén” adták át a nagyközönségnek.

## Leírása
A patkó alakú tó két vége bokrokkal, akadókkal teli (0,5-3 méter mély), a tó középső része a gátnál 8-10 méter mély. Parkosított környezete kellemes kikapcsolódási lehetőséget kínál a fürdőzők, vízisportot kedvelők, valamint a horgászok számára. A tó körüli területen sétautak vezetnek, félszigetén szabadtéri strand található. Déli csücskében áll a Kézművesek Háza.

## Nevezetességei
- Kézművesek Háza:

A környék különlegessége a tó délnyugati partján magasodó Kézművesek Háza, amely külső és belső megjelenésében a népi építészet forma- és anyagvilágát idézi. Különböző szakmák segítségével építészek, képzőművészek bevonásával, óriási emberi összefogással az Országos Népművészeti Egyesület fafaragói 1982-83 közt építették társadalmi munkában.
Az alkotóház a népművészek és képzőművészek számára teremt lehetőséget a közös munkára és a kézműves hagyományok ápolására. Csoportokat és egyéni látogatókat egyaránt fogadnak, akiket a népi viselet és ékszerkészítés, korongozás, szövés, nemezelés rejtelmeibe vezetnek be a szakemberek. A ház udvarán kovácsműhely is működik.
- Gébárti Tóstrand:

A tó félszigetszerű földnyelvének csúcsán 4,5 hektáros területen működő szabadtéri strand május 1. - szeptember 15. közt várja a vendégeket. A gyerekeket játszótér, a sportolni vágyókat pedig futballpálya, teniszpálya, valamint strandröplabdapálya várja.
- Kemping:

A tó közelében, festői környezetben helyezkedik el a rönkfa apartmanházakból álló, lakóautó-parcellákkal és sátorhelyekkel rendelkező, egész évben üzemelő modern igényeket kielégítő kemping.

## Élővilága
Horgászható halak: ponty, amur, csuka, süllő, harcsa, keszeg, kárász, balin, busa, törpeharcsa, naphal, sügér, compó, törpeharcsa